# Grégory Rast
Grégory Rast (nascido em 17 de janeiro de 1980, em Cham) é um ciclista profissional suíço, que atualmente compete para a equipe luxemburguesa Trek Factory Racing.